# Olax subscorpioidea
Espèce
Olax subscorpioidea est une espèce de plantes de la famille des Olacaceae et du genre Olax, présente en Afrique tropicale.

## Description
C'est un arbuste sarmenté ou petit arbre atteignant 10 m de hauteur, avec un fût ne dépassant pas 10 cm de diamètre et de longues branches fines et pendantes. Son écorce coupée dégage une odeur d'ail ou d'oignon. Les fleurs sont d'un blanc verdâtre. Les drupes sont globuleuses, lisses, plus ou moins brillantes, d'abord jaunes puis rouges à maturité. L'arbre fleurit en première partie de saison sèche,.

## Distribution
L'espèce est présente en Afrique tropicale de l'ouest et du centre, du Sénégal au Cameroun, en république centrafricaine et en république démocratique du Congo.

## Habitat
On la rencontre dans les forêts primaires et secondaires, à la lisière des forêts, dans les forêts galeries, les fourrés ombragés des savanes, sur des sols acides, au bord des routes, des champs abandonnés.

## Utilisation
La pulpe est comestible. Les rameaux sont utilisés comme balais, nasses ou cure-dents.

L'espèce connaît de très nombreuses utilisations en médecine traditionnelle. Les différentes parties de la plante servent notamment à traiter les fièvres, les problèmes digestifs, les rhumatismes, les maladies vénériennes, les morsures de serpent.

Elle trouve également sa place dans quelques pratiques magico-religieuses : arbre sacré, antidote des fétiches, autel pour les esprits.

## Liste des variétés
Selon Catalogue of Life (29 juin 2020) :
- variété Olax subscorpioidea var. durandii